# 日本の企業一覧 (卸売業)
日本の企業一覧(卸売業)（にほんのきぎょういちらん おろしうりぎょう）は、日本の証券取引所上場企業の内、卸売業に分類される企業の一覧。

## ア行
- アークコア （名証ネクスト・3384）
- アイ・エム・アイ (卸売業) （JASDAQ・7503）
- アイケイコーポレーション→バイク王&カンパニー
- 愛光電気 （JASDAQ・9909）
- アイスコ （東証スタンダード・7698）
- アイ・テック （東証スタンダード・9964）
- アイナボホールディングス （東証スタンダード・7539）
  - アベルコ
- INEST （東証スタンダード・7111）
  - INT (企業)（東証スタンダード・3390）（旧・INEST）
- アイビーダイワ→プリンシバル・コーポレーション→グローバルアジアホールディングス
- アイフラッグ （JASDAQ・2759）
- あいホールディングス （東証プライム・3076）
- アイリスオーヤマ
- アガスタ （東証マザーズ・3330）
- アサヒ商会（GSエマージング・3368）
- アシックス商事 （東証2・9814）
- アステナホールディングス （東証プライム・8095）《医薬品卸》
- アスト 《家庭紙卸》
- アスモ （東証スタンダード・2654）《食肉専門商社》
- アズワン （東証プライム・7476）《理化学機器・用品卸》
- アゼアス （東証スタンダード・3161）
- アセンテック（東証スタンダード・3565）
- アップルインターナショナル （東証スタンダード・2788）
- アドヴァングループ （東証スタンダード・7463）《建材卸》
- アートグリーン（名証ネクスト・3419）
- アマガサ （東証グロース・3070）
- アムスク （JASDAQ・7468）
- あらた （東証プライム・2733）
- アレックシステムサービス（GSエマージング・3369）
- アルゴグラフィックス
- アルコニックス （東証プライム・3036）
- アルテック (卸売業) （東証スタンダード・9972）
- アルビス (チェーンストア)
- アルファグループ （東証スタンダード・3322）
- アルファパーチェス （東証スタンダード・7115）
- アルフレッサ ホールディングス （東証プライム・2784）
  - アルフレッサ 《医薬品卸》
- ITX (企業) （JASDAQ・2725）《アイ・ティー・エックス、IT分野に特化した投資育成事業、日商岩井（現・双日情報産業本部）より分離・独立、オリンパスの子会社を経て、2015年3月2日よりノジマの子会社》
- イーストンエレクトロニクス→ルネサスイーストン
- イエローハット （東証プライム・9882）
- 石光商事 （東証スタンダード・2750）
- イデアインターナショナル→BRUNO
- 伊藤忠商事 （東証プライム・8001）
  - 伊藤忠食品 （東証プライム・2692）《酒類・食品の卸売》
  - 伊藤忠エネクス （東証プライム・8133）
- IDOM （東証プライム・7599）
- 稲畑産業 （東証プライム・8098）
- 因幡電機産業 （東証プライム・9934）
- イノテック （東証プライム・9880）
- イメージワン （東証スタンダード・2667）《CG・地球観測関連システムの輸入・販売》
- イワキ→アステナホールディングス
- 岩谷産業 （東証プライム・8088）《燃料商社》
- インスパイアー （JASDAQ・2724）
- インターニックス （東証1・2657）《エレクトロニクス専門商社》
- インパクト二十一 （東証1・9944）
- インフォース（GSオーディナリー・3144）
- ウイン・パートナーズ （東証プライム・3183）
  - ウイン・インターナショナル （JASDAQ・2744）
- UEX （東証スタンダード・9888）
- ウェッズ （東証スタンダード・7551）
- ウエノ  《機械工具商社》
- 植松商会 （東証スタンダード・9914）
- 上原成商事 （東証2・8148）
- 内田洋行 （東証プライム・8057）《オフィス家具大手、学校向け教材・情報機器の販売》
- ウライ (呉服卸) （JASDAQ・2658）《着物卸》
- エー・ディ・エム （JASDAQ・3335）
- エイペックス （名証セントレックス・3324）→UTグループ
- 英和 (企業) （東証スタンダード・9857）
- エクセル (商社) （東証1・7591）《エレクトロニクス専門商社》
- エコートレーディング （東証スタンダード・7427）《ペット用品卸》
- SOU→バリュエンスホールディングス
- エスケイジャパン （東証スタンダード・7608）
- SPK (企業) （東証プライム・7466）《自動車用補修部品の卸売》
- SBR→アイフラッグ
- エトワール海渡 《服飾品商社》
- F&Aアクアホールディングス → ヨンドシーホールディングス（小売業）
- エフティグループ （東証スタンダード・2763）
  - エフティコミュニケーションズ
  - エフティコミュニケーションズウエスト
- エムオーテック （東証2・9961）
- エムティジェネックス
- エルクコーポレーション （大証2・9833）→キヤノンライフケアソリューションズ
- エンパワー (企業)
- 尾家産業 （東証スタンダード・7481）《業務用食品問屋》
- オーウイル （東証スタンダード・3143）
- オーウエル （東証スタンダード・7670）
- OUGホールディングス （東証スタンダード・8041）
- オータケ （東証スタンダード・7434）《配管システムを支える機器・資材=管工機材の卸売》
- オートバックスセブン （東証プライム・9832）
- オーハシテクニカ （東証プライム・7628）
- オープン工業
- 大木ヘルスケアホールディングス （東証スタンダード・3417）
  - 大木 (医薬品) （JASDAQ・8120）
- 大阪工機→Cominix
- 大田花き （東証スタンダード・7555）
- 大西電気 （JASDAQ・3095）→エレマテック
- 大光 （東証スタンダード・3160）
- 岡谷鋼機 （名証プレミア・7485）
- 小津産業 （東証スタンダード・7487）
- OCHIホールディングス （東証スタンダード・3166）
  - 越智産業 （福証・7489）
- 小野建 （東証プライム・7414）《鋼材・建設機材の専門商社》
- オプティマスグループ （東証スタンダード・9268）
- オルバヘルスケアホールディングス （東証スタンダード・2689）《医療機器商社》

## カ行
- カイゲンファーマ（大証2・8000）《旧・カイゲン》
- 加賀電子 （東証プライム・8154）《エレクトロニクス専門商社》
- カクヤスグループ（東証スタンダード・7686）
- カッシーナ・イクスシー （東証スタンダード・2777）
- カテナ （東証2・9815）→システナ
- 加藤産業 （東証プライム・9869）《食品専門商社》
- カナデン （東証プライム・8081）《エレクトニクス専門商社》
- 兼松 （東証プライム・8020）
- 兼松エレクトロニクス《エレクトロニクス専門商社》
- カネヨウ （東証2・3209）
- カノークス （東証スタンダード・8076）
- カメイ （東証プライム・8037）《燃料商社》
- ガリバーインターナショナル→IDOM
- 河内屋紙→共同紙販ホールディングス
- カワサキ (大阪府) （東証スタンダード・3045）
- カワニシホールディングス→オルバヘルスケアホールディングス
- 川辺 (企業) （東証スタンダード・8123）
- 北恵 （東証スタンダード・9872）
- 北沢産業 （東証スタンダード・9930）
- 木徳神糧 （東証スタンダード・2700）《米穀商社》
- キムラ (建設資材) （東証スタンダード・7461）
- キヤノンマーケティングジャパン （東証プライム・8060）《旧キヤノン販売。キヤノンの国内販売子会社》
- キヤノンメドテックサプライ《旧・キヤノンライフケアソリューションズ》
- 協栄産業 （東証スタンダード・6973）《エレクトニクス専門商社》
- 久世 (企業) （東証スタンダード・2708）
- 共同紙販ホールディングス （東証スタンダード・9849）
- 極東貿易 （東証プライム・8093）
- 金商（東証1・8064）→三菱商事ユニメタルズ→三菱商事RtMジャパン《非鉄金属、鉄鋼商社》
- クインランド （ヘラクレス・2732）
- グッドマン (医療機器販売) （JASDAQ・7535）
- グリーンクロスホールディングス（福証・272A）
  - グリーンクロス （福証・7533）
- グリーンフーズ （JASDAQ・3367）
- グリーンホスピタルサプライ→シップヘルスケアホールディングス
- クリエイト （東証スタンダード・3024）
- グリムス （東証プライム・3150）
- クリムゾン (企業)→新都ホールディングス
- クリヤマホールディングス （東証スタンダード・3355）
  - クリヤマ
- クレスト・インベストメンツ （JASDAQ・2318）
- グローセル （東証プライム・9995）
- グローバルアジアホールディングス （JASDAQ・3587）
- クロスプラス （東証スタンダード・3320）
- 黒田グループ （東証スタンダード・287A）
  - 黒田電気 （東証1・7517）《エレクトロニクス専門商社》
- クロニクル (企業) （JASDAQ・9822）
- クワザワホールディングス （東証スタンダード・8104）
- KFE JAPAN （名証セントレックス・3061）
- ケイティケイ （東証スタンダード・3035）
- KPPグループホールディングス （東証プライム・9274）
  - 国際紙パルプ商事
- コーア商事ホールディングス （東証プライム・9273）
- 神戸物産 （東証プライム・3038）
- コーエーネット （JASDAQ・2697）《コーエーの卸子会社》
- 高速 (企業) （東証プライム・7504）《食品向け軽包装資材の専門商社》
- 国分グループ本社《旧・国分》
- コスモ・バイオ （東証スタンダード・3386）
- cotta （福証・3359）
- 小林産業→トルク
- コパ・コーポレーション （東証グロース・7689）
- Cominix （東証スタンダード・3173）
- コメダホールディングス （東証プライム・3543）
- コモンウェルス・エンターテインメント→Nuts
- 五洋インテックス （JASDAQ・7519）
- コンセック （東証スタンダード・9895）
- コンドーテック （東証プライム・7438）

## サ行
- 蔵王産業 （東証スタンダード・9986）
- 堺商事 （東証スタンダード・9967）
- 栄電子 （東証スタンダード・7567）
- 桜田電気工業 《電設資材商社》
- ささき商事 《玩具専門商社》
- サスティナ（旧・江守グループホールディングス） （東証1・9963）
- サトー商会 （東証スタンダード・9996）
- 佐藤商事 （東証プライム・8065）
- 佐鳥電機 （東証プライム・7420）《エレクトロニクス専門商社》
- サハダイヤモンド （JASDAQ・9898）
- 三愛オブリ （東証プライム・8097）（旧・三愛石油）
- 三栄コーポレーション （東証スタンダード・8119）
- 三共生興 （東証スタンダード・8018）
- 三京化成 （東証スタンダード・8138）
- サンゲツ （東証プライム・8130）
- 三信電気 （東証プライム・8150）
- サンテレホン （東証1・8083）
- 山洋工業 （JASDAQ・8109）
- 三洋貿易 （東証プライム・3176）
- サンリオ （東証プライム・8136）
- サンリン （東証スタンダード・7486）
- サンワテクノス （東証プライム・8137）
- ザ・トーカイ （東証1・8134）
- 歯愛メディカル （東証スタンダード・3540）
- シーエスロジネット （JASDAQ・2710）《音楽映像ソフト・コンシュマーゲーム卸売》
- GSIクレオス （東証プライム・8101）
- ジーエフシー （東証スタンダード・7559）
- シーキューブ (商社)（GSエマージング・2739）
- シークス （東証プライム・7613）
- ジーデップ・アドバンス （東証スタンダード・5885）
- ジー・トレーディング （JASDAQ・3348）
- CBグループマネジメント （東証スタンダード・9852）
  - 中央物産
- JFE商事 （東証1・8110）
- JKホールディングス （東証スタンダード・9896）
  - ジャパン建材 《JKホールディングスの子会社》
- ジェイホーム→ジェイホールディングス
- ジェイホールディングス （東証スタンダード・2721）《住宅関係商社》
- ジェコス （東証プライム・9991）
- ジオリーブグループ （東証スタンダード・3157）
  - ジューテック （JASDAQ・2682）（旧・日本ベニア / 丸長産業）《住宅関係商社》
- シップヘルスケアホールディングス （東証プライム・3360）
- シナネンホールディングス （東証プライム・8132）《燃料商社を傘下に置く持株会社》
- シネックスインフォテック
- シミヅ産業 《工作機械》
- シモジマ （東証プライム・7482）《包装用品、店舗用装飾品、販売促進用品などの商店用品の卸売》
- シャクリー・グローバル・グループ （JASDAQ・8205）
- シャディ （東証1・8048）
- JALUX （東証スタンダード・2729）
- シャルレ （東証スタンダード・9885）
- シャローナ 《美容・健康器具》
- ジューテックホールディングス→ジオリーブグループ
- 自由が丘フラワーズ（GSエマージング・3363）
- 正栄食品工業 （東証プライム・8079）
- 昭栄薬品 （東証スタンダード・3537）
- 昭光通商 （東証1・8090）
- 神栄 （東証スタンダード・3004）《繊維・食品商社》
- SHINKO （東証スタンダード・7120）
- 神港魚類 （大証2・9988）
- 神鋼商事 （東証プライム・8075）
- 新光商事 （東証プライム・8141）
- シンデン・ハイテックス （東証スタンダード・3131）
- 新都ホールディングス （東証スタンダード・2776）
- 進和 （東証プライム・7607）《溶接やろう付といった接合技術、なかでも異種素材の接合や難度の高い接合作業の製造・商社》
- シンワオックス→アスモ
- 杉田エース （東証スタンダード・7635）
- 杉本商事 （東証プライム・9932）《機械専門商社》
- スズケン （東証プライム・9987）
- スズデン （東証スタンダード・7480）
- スターゼン （東証プライム・8043）《食肉専門商社》
- スターティアホールディングス （東証プライム・3393）
- ストライダーズ （東証スタンダード・9816）
- 住金物産 （東証1・9938）《鉄鋼・繊維等複合専門商社》→日鉄住金物産→日鉄物産
- 住商エレクトロニクス （JASDAQ・7556）→住商情報システム
- 住商メタレックス （JASDAQ・7632）
- 住友商事 （東証プライム・8053）《総合商社》
- 西華産業 （東証プライム・8061）
- 泉州電業 （東証プライム・9824）
- 清和鋼業→清和中央ホールディングス
- 清和中央ホールディングス （東証スタンダード・7531）
- 成和産業 （東証2・7411）→ティーエスアルフレッサ
- セキテクノトロン （JASDAQ・7457）
- セキュアヴェイル （東証グロース・3042）
- ゼット (企業) （東証スタンダード・8135）
- セフテック （東証スタンダード・7464）
- セントラルフォレストグループ （名証メイン・7675）
  - トーカン （名証2・7648）
- ソーダニッカ （東証プライム・8158）
- 双日 （東証プライム・2768）《総合商社》
- 創健社 （東証スタンダード・7413）
- ソフトクリエイトホールディングス （東証プライム・3371）
- ソマール （東証スタンダード・8152）
- ソリスト (企業) （JASDAQ・9847）
- ソリッドグループホールディングス→カーチスホールディングス
- ソリトンシステムズ （東証プライム・3040）
- ソレキア （東証スタンダード・9867）

## タ行
- 第一興商 （東証プライム・7458）
- 第一実業 （東証プライム・8059）
- 大栄太源 （大証2・8299）
- ダイキサウンド
- ダイコー通産 （東証スタンダード・7673）
- 大興電子通信 （東証スタンダード・8023）
- 大水 (企業) （東証スタンダード・7538）
- 大電社 （JASDAQ・9907）
- ダイトロン （東証プライム・7609）
- ダイトーエムイー （JASDAQ・9923）
- 大都魚類 （東証2・8044）
- 大日機工 《機械器具専門商社》
- 太平洋興発 （東証スタンダード・8835）
- 大丸エナウィン （東証スタンダード・9818）
- 太洋興業 （JASDAQ・7449）
- 太洋物産 （東証スタンダード・9941）
- ダイワ通信 （東証スタンダード・7116）
- ダイワボウホールディングス （東証プライム・3107）
  - ダイワボウ情報システム （東証1・9912）
- 大和無線電器 《弱電機器・電子部品卸商社》
- ダイワラクダ工業→デザインアーク
- 高島 (商社) （東証プライム・8007）
- タカショー （東証スタンダード・7590）
- タカチホ (卸売業) （東証スタンダード・8225）
- 高千穂交易 （東証プライム・2676）《エレクトロニクス専門商社》
- 高千穂電気→エレマテック
- 高津伝動精機 《機械器具専門商社》
- タキヒヨー （東証スタンダード・9982）
- 高見澤（東証スタンダード・5283）
- タジマヤ 《食料品現金問屋》
- たけびし （東証プライム・7510）
- 立花エレテック （東証プライム・8159）
- 田中商事 （東証スタンダード・7619）
- タビオ （東証スタンダード・2668）《靴下専門店》
- ダルトン (卸売業) （JASDAQ・7432）
- ダン→タビオ
- チェルト （JASDAQ・3354）→イオンディライト
- チップワンストップ （東証マザーズ・3343）
- 中央魚類 （東証スタンダード・8030）
- 中央自動車工業 （東証スタンダード・8117）
- 中小企業投資機構→クレスト・インベストメンツ
- 中部水産 （名証メイン・8145）
- 蝶理 （東証プライム・8014）
- 通商 (企業) （大証2・7583）
- 通宝海苔
- ツカモトコーポレーション （東証スタンダード・8025）
- 築地魚市場 （東証スタンダード・8039）
- 都築電気 （東証プライム・8157）
- 都築電産 （東証2・9884）
- 椿本興業 （東証プライム・8052）
- 円谷フィールズホールディングス （東証プライム・2767）
  - フィールズ (企業)
- ティーエスアルフレッサ
- TMH（東証グロース・280A）
- ディーブイエックス （東証スタンダード・3079）
- ティムコ （東証スタンダード・7501）
- テーオーホールディングス （旧：テーオー小笠原）（東証スタンダード・9812）
- テクノアソシエ （東証スタンダード・8249）
- テクノアルファ （東証スタンダード・3089）
- デザインアーク （大証2・9918）
- TEMCO →豊通マシナリー
- デリカフーズホールディングス （東証スタンダード・3392）
- テレウェイヴ→SBR→アイフラッグ
- テン・アローズ→シャルレ
- デンキョーグループホールディングス  （旧：電響社）（東証スタンダード・8144）
- デンセン 《電設資材商社》
- テンポスホールディングス （東証スタンダード・2751）
- 天龍木材 （名証2・7904）
- トーホー （東証プライム・8142）
- トーメン （東証1・8003）→豊田通商
- トーメンエレクトロニクス→ネクスティ エレクトロニクス
- トーメンデバイス （東証プライム・2737）《韓国サムスン電子の専業特約店》
- 東海エレクトロニクス （名証メイン・8071）
- TOKAIホールディングス （東証プライム・3167）
- 東京エレクトロン デバイス （東証プライム・2760）
- 東京貴宝（JASDAQ・7597）
- 東京産業 （東証プライム・8070）
- 東京日産コンピュータシステム （東証スタンダード・3316）
- ドウシシャ （東証プライム・7483）《ブランド品卸売》
- 東テク （東証プライム・9960）
- 東都水産（東証スタンダード・8038）
- 東邦レマック （東証スタンダード・7422）
- 東邦ホールディングス （東証プライム・8129）
  - 東邦薬品
- 東北化学薬品 （東証スタンダード・7446）
- 東陽テクニカ （東証プライム・8151）
- 東洋物産→テクノアソシエ
- 常盤薬品 （JASDAQ・7644）→ティーエスアルフレッサ
- トシン・グループ （東証スタンダード・2761）
- トシンホールディングス→トシン・グループ
- ドッドウエル ビー・エム・エス （東証1・7626）
- トップマン
- ドトールコーヒー （東証1・9952）《コーヒー専門商社》
- 鳥羽洋行 （東証スタンダード・7472）
- トミタ （東証スタンダード・8147）
- 豊田通商 （東証プライム・8015）
  - エレマテック （東証プライム・2715）《電気材料・電子部品商社》
  - ネクスティ エレクトロニクス （東証1・7558）《半導体商社》
  - 豊通エレクトロニクス→ネクスティ エレクトロニクス
  - 豊通ケミプラス《化学品商社》
  - 豊通マシナリー 《機械商社》
  - 豊通マテリアル 《素材商社》
  - 豊通レアアース 《レアアース商社》→豊通マテリアル
- TRUCK-ONE （福証・3047）
- トラスコ中山 （東証プライム・9830）
- トルク （東証スタンダード・8077）

## ナ行
- 内外テック （東証スタンダード・3374）
- ナイス （東証スタンダード・8089）
- NaITO （東証スタンダード・7624）
- ナガイレーベン （東証プライム・7447）《衛生白衣》
- 長瀬産業 （東証プライム・8012）《化学品等複合商社》
- ナガホリ （東証スタンダード・8139）
- 中道機械 （札証・8094）
- 中山福 （東証スタンダード・7442）
- 名古屋木材  （名証2・7903）
- Nuts （JASDAQ・7612）
- ナ・デックス （東証スタンダード・7435）
- ナブコドア （大証2・7530）
- ナラサキ産業 （東証スタンダード・8085）
- No.1 (企業) （東証スタンダード・3562）
- 南陽 (福岡県) （東証スタンダード・7417）
- ニイウス コー （東証2・2731）《情報システム構築》
- 西川計測 （東証スタンダード・7500）
- 西本Wismettacホールディングス （東証プライム・9260）
- ニチモウ （東証プライム・8091）
- 日商エレクトロニクス
- 日新商事 （東証スタンダード・7490）
- 日通商事
- 日邦産業 （東証スタンダード・9913）
- 日鉄物産 （旧：日鉄住金物産）（東証プライム・9810）
- 日伝 （東証プライム・9902）
- 日発販売（東証2・7563）
- 日本アクセス 《総合食品商社。旧・雪印アクセス。》
- 日本エコカ工業（GSエマージング・3345）
- 日本紙パルプ商事 （東証プライム・8032）
- 日本ジッコウ（GSエマージング・2741）
- 日本出版貿易（東証スタンダード・8072）
- 日本製麻 （東証スタンダード・3306）
- 日本電計 （東証スタンダード・9908）
- 日本プリメックス （東証スタンダード・2795）
- 日本ライトン（JASDAQ・2703）
- 日本ライフライン （東証プライム・7575）
- ネクストコム→三井情報
- ネクサス→パイオン
- ネステージ （JASDAQ・7633）
- ネットワークバリューコンポネンツ （東証2・3394）
- ネットワンシステムズ《ネットワーク専業》
- ノア (LED照明卸) （名証セントレックス・3383）
- 農業総合研究所 （東証グロース・3541）
- のむら産業 （東証スタンダード・7131）

## ハ行
- バーテックス リンク→ストライダーズ
- パイオン (商社)（JASDAQ・2799）
- バイク王&カンパニー （東証スタンダード・3377）
- BuySell Technologies （東証グロース・7685）
- バイタルケーエスケー・ホールディングス （東証プライム・3151）
  - バイタルネット （東証1・9916）
- ハイパー (商社) （東証スタンダード・3054）
- ハイパーコンセプション→ハイパー
- 萩原電気ホールディングス （東証プライム・7467）
- 伯東 （東証プライム・7433）《エレクトロニクス専門商社》
- 白銅 (企業) （東証プライム・7637）
- 橋本総業ホールディングス （東証スタンダード・7570）《管工機材・住宅設備機器》
- 初穂商事 （東証スタンダード・7425）
- バナーズ
- ハピネット （東証プライム・7552）《玩具卸》
- パブリックトラスト （GSオーディナリー・3142）
- ハリマ共和物産 （東証スタンダード・7444）
- バリュエンスホールディングス（東証グロース・9270）
- 春うららかな書房（GSオーディナリー・3380）
- 阪和興業 （東証プライム・8078）《鉄鋼商社》
- BMB （JASDAQ・9841）
- ビービーネット→中小企業投資機構
- ピーバンドットコム （東証スタンダード・3559）
- 光製作所 （JASDAQ・8191）
- 光通信
- ピクセルカンパニーズ （東証スタンダード・2743）
  - ハイブリッド・サービス
- ビスケー （JASDAQ・7542）
- ビズネット （JASDAQ・3381）
- 日立ハイテク （東証1・8036）
- 卑弥呼 (ファッションブランド) （JASDAQ・9892）
- ビューティ花壇 （東証スタンダード・3041）
- ビューティガレージ （東証プライム・3180）
- フォーバル （東証スタンダード・8275）
- フォーバルクリエーティブ→インスパイアー
- フォンツ・ホールディングス→レッド・プラネット・ジャパン
- 藤井産業 （東証スタンダード・9906）
- 富士興産 （東証スタンダード・5009）
- フジチク (愛知県)
- フジチク (熊本県)
- 富士通デバイス （東証2・7582） → 富士通エレクトロニクス
- 扶桑電通 （東証スタンダード・7505）
- フーディソン（東証グロース・7114）
- フーマイスターエレクトロニクス （JASDAQ・3165）
- プラザクリエイト
- プラマテルズ （JASDAQ・2714）
- プリンシバル・コーポレーション→グローバルアジアホールディングス
- フルサト・マルカホールディングス （東証プライム・7128）
  - フルサト工業 （東証1・8087）
  - マルカ （東証1・7594）
- BRUNO （東証グロース・3140）
- プロルート丸光  （東証スタンダード・8256）→ルートスタイル
- 平和紙業 （東証スタンダード・9929）
- ホウスイ （東証スタンダード・1352）《水産食材卸会社》
- ポエック（東証スタンダード・9264）
- ほくやく・竹山ホールディングス （札証・3055）
  - ほくやく （札証・7526）
  - 竹山
- 星医療酸器 （東証スタンダード・7634）
- 北海道乳業販売
- 堀田丸正 （東証スタンダード・8105）

## マ行
- MERF （東証スタンダード・3168）
- マツザワ 《観光みやげ専門商社》
- マクニカホールディングス （東証プライム・3132）《持株会社》
  - マクニカ  （東証1・7631）《エレクトロニクス専門商社》
  - 富士エレクトロニクス  （東証1・9883）
- 松田産業 （東証プライム・7456）《貴金属専門商社》
- マルイチ産商 （名証メイン・8228）
- 丸正→堀田丸正
- 丸藤シートパイル （東証スタンダード・8046）
- 丸文 （東証プライム・7537）《エレクトロニクス専門商社》
- 丸紅 （東証プライム・8002）《総合商社》
- 丸紅インフォテック （東証2・7584） → シネックスインフォテック
- 丸紅エレネクスト
- 丸紅建材リース （東証スタンダード・9763）
- 萬世電機 （東証スタンダード・7565）
- 三国商事（GSオーディナリー・8062）
- ミクリード（東証グロース・7687）
- Misumi （福証・7441）
- ミスミグループ本社 （東証プライム・9962）
- ミタチ産業 （東証スタンダード・3321）《エレクトロニクス専門商社》
- 三井鉱山 → 日本コークス工業（石油・石炭製品）
- 三井物産 （東証プライム・8031）《総合商社》
  - 三井情報
  - 三井食品
  - 三井農林
- ミツウロコグループホールディングス（旧・ミツウロコ）（東証スタンダード・8131）
  - ミツウロコヴェッセル
  - ミツウロコエナジーフォース
- 三谷産業 （東証スタンダード・8285）
- 三谷商事 （東証スタンダード・8066）
- 三菱商事 （東証プライム・8058）《総合商社》
  - 三菱商事RtMジャパン《金属専門商社》
- 三菱食品 （東証スタンダード・7451）
- 三益半導体工業
- ミューチュアル （東証スタンダード・2773）
- ムサシ (商社) （東証スタンダード・7521）
- ムラキ （東証スタンダード・7477）
- 明光商会 （JASDAQ・9858）
- 明治電機工業 （東証プライム・3388）《エレクトロニクス専門商社》
- 明和産業 （東証プライム・8103）《化学品、合成樹脂、建築資材商社》
- メトロ科学模型《模型総合卸》
- メディアスホールディングス（旧・協和医科ホールディングス）（東証プライム・3154）
  - 協和医科器械 （JASDAQ・3052）
- メディパルホールディングス（旧・メディセオ・パルタックホールディングス）（東証プライム・7459）
  - メディセオ《医薬品卸》
  - PALTAC（東証プライム・8283）《医薬品卸》
- メモレックス・テレックス （JASDAQ・9862）
- モジュレ （JASDAQ・3043）
- モスフードサービス （東証プライム・8153）《フランチャイズチェーンによるハンバーガー専門店の展開》
- モリト （東証プライム・9837）

## ヤ行
- 八洲電機 （東証プライム・3153）
- ヤガミ （名証メイン・7488）
- 八神製作所 《医療機器商社》
- ヤギ （東証スタンダード・7460）
- ヤシマキザイ （東証スタンダード・7677）
- ヤマエグループホールティングス （東証プライム・7130）
  - ヤマエ久野 （東証1・8108）
- ヤマシタヘルスケアホールディングス （東証スタンダード・9265）
  - 山下医科器械（東証1・3022）
- 山善 （東証プライム・8051）
- 山大 (宮城県) （東証スタンダード・7426）
- ヤマタネ （東証プライム・9305）
- ヤマトマテリアル（JASDAQ・7620）
- ユアサ商事 （東証プライム・8074）
- ユアサ・フナショク （東証スタンダード・8006）
- ユニダックス （東証1・9897）
- ユニバーサルソリューションシステムズ→INEST
- ユビキタスエナジー→グリムス
- 横浜魚類 （東証スタンダード・7443）
- 横浜鋼業 （JASDAQ・7410）→小野建
- 横浜丸魚 （東証スタンダード・8045）
- 横浜冷凍 （東証プライム・2874）《食品商社》
- ヨンキュウ （東証スタンダード・9955）

## ラ行
- ラクト・ジャパン （東証プライム・3139）
- ラサ商事 （東証スタンダード・3023）《鉱物・食品、建設機械・産業用ポンプ・プラント》
- リーバイ・ストラウスジャパン （JASDAQ・9836）
- 理経 （東証スタンダード・8226）
- 理研グリーン （JASDAQ・9992）
- リックス （東証プライム・7525）
- リョーカジャパン
- リョーサン菱洋ホールディングス （東証プライム・167A）
  - リョーサン （東証プライム・8140）
  - 菱洋エレクトロ （東証プライム・8068）
- 菱食→三菱食品
- 菱電商事 （東証プライム・8084）
- リリカラ （東証スタンダード・9827）
- ルートスタイル
- ルネサスイーストン→グローセル
- レオクラン （東証スタンダード・7681）
- レカム （東証スタンダード・3323）
- レスターホールディングス（旧・UKCホールディングス / バイテックホールディングス）（東証プライム・3156）
  - ユーエスシー （東証1・9844）→UKCテクノソリューション
  - 共信テクノソニック （JASDAQ・7574）→UKCテクノソリューション
  - PALTEK（東証2・7587）
- レダックス（東証スタンダード・7602）
- レッド・プラネット・ジャパン （東証スタンダード・3350）

## ワ行
- ワイズ
- YKT （東証スタンダード・2693）
- ワキタ （東証プライム・8125）